# Franciszek Fuchs

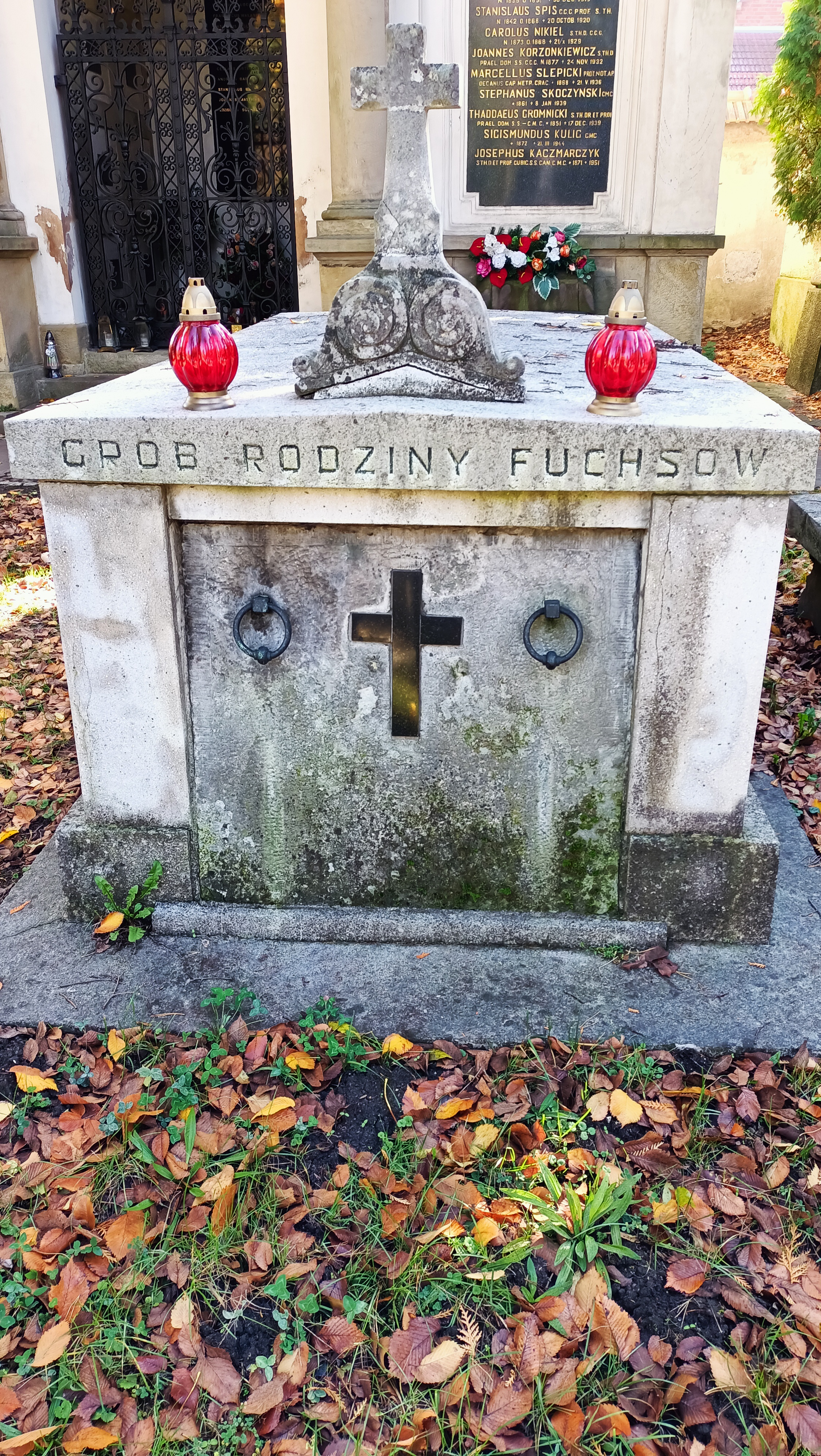
Grób Franciszka Fuchsa na Cmentarzu Rakowickim w Krakowie

Franciszek Józef Fuchs (ur. 19 marca 1881 w Warszawie, zm. 12 lutego 1958 w Krakowie) – polski historyk, geograf i pedagog.

## Życiorys
W latach 1891–1899 Franciszek Fuchs pobierał naukę w ówczesnym c.k. Gimnazyum III w Krakowie (potem III Państwowym Liceum i Gimnazjum im. Króla Jana Sobieskiego w Krakowie), którą ukończył w roku 1899egzaminem dojrzałości z odznaczeniem. Od roku akad. 1899/1900 studiował historię na Uniwersytecie Jagiellońskim. W roku akademickim 1903/04 pełnił funkcję Prezesa Koła Naukowego Historyków Studentów UJ. W roku 1906 uzyskał doktorat z filozofii na Uniwersytecie Jagiellońskim na podstawie pracy 1906 „Ustrój dworu królewskiego w Polsce w czasie między 1572–1586”. W roku akademickim 1906/07 zaliczył oba semestry studiów geografii na ówczesnym Królewskim Uniwersytecie Fryderyka Wilhelma (Königliche Friedrich-Wilhelms-Universität zu Berlin) w Berlinie. Gdy niedługo potem dostał propozycję pracy naukowej w jego macierzystej Uczelni – na Uniwersytecie Jagiellońskim, odmówił. Chciał zostać nauczycielem szkół średnich. W roku 1910 podjął pracę nauczyciela historii we wspomnianym wcześniej c.k. Gimnazyum III w Krakowie, w którym pracował do 1950 r. W okresie I wojny światowej i zaraz po niej był również nauczycielem historii w Prywatnym Seminarium Żeńskim S. Münnichowej w Krakowie, później wykładał także w Instytucie Pedagogicznym w Katowicach.
Należał do najwybitniejszych dydaktyków polskich. Był jednym z pionierów zorientowania dydaktyki tego przedmiotu w duchu pragmatycznym. W latach 1934–1939 kierował pracami Krakowskiego Ogniska Historycznego. W tym czasie dr Franciszek Fuchs stał się niejako instruktorem nauczania historii, oddziałującym na proces nauczania historii w szkołach średnich ogólnokształcących na terenie całego Kuratorium Krakowskiego.
Lata II wojny światowej przeżył w Krakowie w trudnych warunkach materialnych, brał udział w tajnym nauczaniu. Po wojnie powrócił do zajęć szkolnych i reaktywował Ognisko Krakowskie. W 1951 r. zrezygnował powtórnie z proponowanej mu pracy naukowej na Uniwersytecie Jagiellońskim. Przyjął natomiast pracę w Państwowych Zbiorach Sztuki na Wawelu, której efektem jest kilka pozycji bibliograficznych wydanych już po śmierci Autora.
Dr Franciszek Fuchs był również działaczem oraz Członkiem Zarządu Cracovii m.in. w latach 1914–1922.

## Życie prywatne
Był synem Aleksego i Marii z Krudowskich. W 1887 r. przeprowadził się wraz z rodzicami z Warszawy do Krakowa. W 1910 r. w parafii św. Szczepana poślubił Jadwigę Rogosz (3.01.1883 – 21.11.1910) – studentkę Uniwersytetu Jagiellońskiego, która w 1910 roku – gdy miał 29 lat – zmarła przy porodzie. Franciszek Fuchs nie ożenił się ponownie. Oboje spoczywają na cmentarzu Rakowickim w Krakowie (Jadwiga - Kwatera: BC, Rząd: płn, Miejsce: po lewej Zasadzkiego; Franciszek - Kwatera: PAS LC, Rząd: zach, Miejsce: 3).

## Publikacje
- Kilka uwag o nauczaniu geografii, Kraków, 1910
- Z historii odnowienia Wawelskiego Zamku 1905–1939, Kraków: Ministerstwo Kultury i Sztuki Zarząd Muzeów i Ochrony Zabytków, 1962
- Omówienie ważniejszych pozycji bibliograficznych z lat 1945–1952, dotyczących Wawelu, Kraków, 1962
- Cegiełki Wawelskie (Min. Kultury i Sztuki) 1972

Jako współautor
- Geografja Europy, Lwów-Warszawa, 1923 (z udziałem Tadeusza Radlińskiego)
- Pięć części świata pozaeuropejskich, Wyd. M. Arct, 1923 (autor: Tadeusz Radliński, współudział Franciszek Fuchs)
- Studia do dziejów Wawelu, t.VI, 1973 (opr. wspólne z Olgą Łaszczyńską i Jadwigą Prus)